# Св. св. Константин и Елена (Казаново)
„Св. св. Константин и Елена“ (на гръцки: Άγιοι Κωνσταντίνος και Ελένη) е българска възрожденска православна църква в ругуновското село Казаново (Котили), Гърция, част от Поленинската и Кукушка епархия.
Църквата е изградена в 1851 година и е типичната за периода трикорабна базилика. В 1884 година е построена отделна камбанария. В интериора има остатъци от стенописи в светилището. В църквата има икони на Димитър Вангелов. Обновена е в 1954 година.
Църквата е обявена за исторически паметник на 27 юни 1987 година.